# 第三联区
第三联区（越南语：／），是越南民主共和国初期的区级政区之一，今属越南红河三角洲各省。

## 地理
第三联区包括红河沿岸各省，北接越北联区，东临北部湾，南接第四联区，西接泰苗自治区。

## 历史
1947年，为了应对第一次印度支那战争形势，越南民主共和国政府改革地方政权组织，将隶属于内政部的各地行政机构行政委员会和隶属于国防部的各地军事机构抗战委员会合并为抗战兼行政委员会。
1948年1月25日，越南政府再将各战区合并为联区，战区抗战委员会改组为联区抗战兼行政委员会。第二战区、第三战区和第十一战区合并为第三联区，设立第三联区抗战兼行政委员会，管辖山西省、河东省、河南省、南定省、南定市、宁平省、和平省（除了枚陀县）、海防市、建安省、太平省、兴安省、海阳省10省2市。8月25日，第一联区广安省南策县划归第三联区海阳省管辖。
1949年1月10日，第一联区广安省荆门县划归海阳省管辖。
1949年11月7日，建安省水源县和海阳省南策县、荆门县划归第一联区广安省管辖。
1950年3月4日，越北联区广安省水源县仍划归建安省管辖。
1950年8月9日，越北联区枚陀县划归和平省管辖。
1952年5月，越南民主共和国政府从第三联区划出位于红河左岸的海防市、建安省、兴安省、海阳省和太平省，析设左岸区，成立左岸区抗战行政委员会。
1953年，南定省美禄县、懿安县、务本县划归河南省管辖，河南省乐水县划归和平省管辖。
1955年2月22日，越南政府将左岸区重新并入第三联区，并将海防市升格为中央直辖市，由中央政府直接管辖。同时将广安省至灵县、荆门县和南策县划归海阳省。但左岸区并入第三联区一事不久后暂缓执行。
1956年4月，河南省美禄县、懿安县、务本县重新划归南定省管辖。
1956年9月21日，和平省枚陀县分设为枚州县和陀北县。
1957年9月3日，南定市降为省辖市，并入南定省。
1957年10月15日，和平省乐山县析置新乐县。
1958年11月24日，胡志明签署敕令，自12月1日起撤销第三联区，各省由中央政府直接管辖。

## 行政区划
1958年11月，第三聯區下辖山西省、河东省、河南省、南定省、宁平省、和平省6省。